# Jerry Reynolds
Jerry "Ice" Reynolds (Brooklyn, Nueva York, 23 de diciembre de 1962) es un exjugador y entrenador de baloncesto estadounidense que disputó 8 temporadas de la NBA. Con 2,03 metros de estatura, jugaba en la posición de escolta. Tras su paso por la liga profesional, jugó varias temporadas en ligas menores, además de hacerlo en Italia y Puerto Rico.

## Trayectoria deportiva

### Universidad
Tras pasar por la pequeña universidad de Madison Tech, jugó durante tres temporadas con los Tigers de la Universidad Estatal de Louisiana, en las que promedió 11,9 puntos y 6,8 rebotes por partido. En 1984 fue incluido en el mejor quinteto de la Southeastern Conference, mientras que en 2008 fue incluido en el mejor equipo de la década de los 80 de su universidad.

### Profesional
Fue elegido en la vigésimo segunda posición del 1985 por Milwaukee Bucks, donde jugó sus tres primeras temporadas como profesional, saliendo siempre desde el banquillo y con pocas oportunidades de juego. Su mejor temporada fue la 1987-88, en la que promedió 8,0 puntos y 2,6 rebotes por partido.
Al año siguiente fue traspasado a Seattle Supersonics a cambio de una segunda ronda del draft de 1990. Allí jugó una única temporada, en la que tampoco encontró hueco en el equipo. Sus promedios, 7,6 puntos y 1,8 rebotes, hicieron que fuera colocado al comienzo de la temporada siguiente en el draft de expansión, siendo elegido por Orlando Magic, equipo que se incorporaba a la liga.
En Florida jugó sus mejores años como profesional. En su primera temporada con los Magic se hizo con el puesto de titular, promediando 12,8 puntos, 4,8 rebotes y 2,7 asistencias por noche. Tras dos temporadas más, no fue renovado su contrato, jugando una temporada con los Atlanta Trojans de la USBL. Regresa a la NBA en la temporada 1985-86, firmando como agente libre de nuevo con Milwaukee Bucks, donde apenas juega en 19 partidos, en los que promedia 2,9 puntos y 1,7 rebotes.
Tras jugar cinco partidos con los Connecticut Pride de la CBA, decide irse a jugar a la Liga Italiana, fichando por el Polti Cantú, donde juega únicamente 11 partidos, en los que promedia 19,5 puntos por partido. Tras esa experiencia, ficha por los Gigantes de Carolina de la liga de Puerto Rico, desde donde regresa de nuevo a los Pride, volando de nuevo a Italia para jugar una temporada con el Fontanafreda Siena. Acabaría su carrera profesional de nuevo en Puerto Rico, en el equipo de los Indios de Mayagüez.
En sus 8 años en la NBA promedió 9,1 puntos, 3 rebotes y 2 asistencias.

## Estadísticas de su carrera en la NBA

### Temporada regular
| Año     | Equipo    | PJ  | PT  | MPP  | %TC  | %3P  | %TL  | RPP | APP | ROB | TPP | PPP  |
| ------- | --------- | --- | --- | ---- | ---- | ---- | ---- | --- | --- | --- | --- | ---- |
| 1985–86 | Milwaukee | 55  | 8   | 9.2  | .444 | .500 | .558 | 1.5 | 1.6 | 0.8 | 0.3 | 3.7  |
| 1986–87 | Milwaukee | 58  | 24  | 16.6 | .393 | .333 | .641 | 3.0 | 1.8 | 0.9 | 0.5 | 7.0  |
| 1987–88 | Milwaukee | 62  | 21  | 18.7 | .449 | .429 | .773 | 2.6 | 1.7 | 1.2 | 0.5 | 8.0  |
| 1988–89 | Seattle   | 56  | 0   | 13.2 | .417 | .200 | .760 | 1.8 | 1.1 | 0.9 | 0.5 | 7.6  |
| 1989–90 | Orlando   | 67  | 40  | 27.1 | .417 | .071 | .742 | 4.8 | 2.7 | 1.4 | 1.0 | 12.8 |
| 1990–91 | Orlando   | 80  | 9   | 23.0 | .434 | .294 | .802 | 3.7 | 2.5 | 1.2 | 0.7 | 12.9 |
| 1991–92 | Orlando   | 46  | 16  | 25.2 | .380 | .125 | .836 | 3.2 | 3.3 | 1.4 | 0.4 | 12.1 |
| 1995–96 | Milwaukee | 19  | 0   | 10.1 | .396 | .100 | .619 | 1.7 | 0.6 | 0.8 | 0.3 | 2.9  |
| Total   | Total     | 443 | 118 | 18.9 | .418 | .226 | .749 | 3.0 | 2.0 | 1.1 | 0.6 | 9.1  |

### Playoffs
| Año     | Equipo    | PJ | PT | MPP  | %TC  | %3P  | %TL  | RPP | APP | ROB | TPP | PPP |
| ------- | --------- | -- | -- | ---- | ---- | ---- | ---- | --- | --- | --- | --- | --- |
| 1985–86 | Milwaukee | 7  | 0  | 5.7  | .412 | .000 | .545 | 1.3 | 0.6 | 0.6 | 0.4 | 2.9 |
| 1986–87 | Milwaukee | 4  | 0  | 1.3  | .333 | .000 | .500 | 0.3 | 0.5 | 0.8 | 0.0 | 0.8 |
| 1987–88 | Milwaukee | 3  | 0  | 4.0  | .667 | .000 | .000 | 0.3 | 0.3 | 0.0 | 0.0 | 2.7 |
| 1988–89 | Seattle   | 4  | 0  | 10.0 | .318 | .250 | .700 | 1.3 | 0.3 | 0.5 | 1.5 | 5.5 |
| Total   | Total     | 18 | 0  | 5.4  | .396 | .167 | .609 | 0.9 | 0.4 | 0.5 | 0.5 | 2.9 |